# Championnats d'Europe de badminton 2000
Navigation
Sofia 1998 Malmö 2002
Les championnats d'Europe de badminton 2000, dix-septième édition des championnats d'Europe de badminton, ont lieu du 25 au 29 avril 2000 à Glasgow en Écosse.

## Médaillés
| Épreuve       | Or                            | Argent                              | Bronze                                |
| ------------- | ----------------------------- | ----------------------------------- | ------------------------------------- |
| Simple hommes | Peter Gade                    | Poul-Erik Høyer Larsen              | Richard Vaughan                       |
| Simple hommes | Peter Gade                    | Poul-Erik Høyer Larsen              | Kenneth Jonassen                      |
| Simple dames  | Camilla Martin                | Marina Andrievskaya                 | Kelly Morgan                          |
| Simple dames  | Camilla Martin                | Marina Andrievskaya                 | Mette Sørensen                        |
| Double hommes | Jens Eriksen / Jesper Larsen  | Pär-Gunnar Jonsson / Peter Axelsson | Simon Archer / Nathan Robertson       |
| Double hommes | Jens Eriksen / Jesper Larsen  | Pär-Gunnar Jonsson / Peter Axelsson | Michał Łogosz / Robert Mateusiak      |
| Double dames  | Donna Kellogg / Joanne Goode  | Rikke Olsen / Helene Kirkegaard     | Marina Yakusheva / Irina Ruslyakova   |
| Double dames  | Donna Kellogg / Joanne Goode  | Rikke Olsen / Helene Kirkegaard     | Nicole van Hooren / Lotte Jonathans   |
| Double mixte  | Michael Søgaard / Rikke Olsen | Jens Eriksen / Mette Schjoldager    | Jon Holst Christensen / Ann Jørgensen |
| Double mixte  | Michael Søgaard / Rikke Olsen | Jens Eriksen / Mette Schjoldager    | Chris Bruil / Erica van den Heuvel    |
| Par équipes   | Danemark                      | Angleterre                          | Pays-Bas                              |

## Tableau des médailles
| Rang | Pays           | Médaille d'or | Médaille d'argent | Médaille de bronze | Total |
| ---- | -------------- | ------------- | ----------------- | ------------------ | ----- |
| 1    | Danemark       | 5             | 3                 | 3                  | 11    |
| 2    | Angleterre     | 1             | 1                 | 1                  | 3     |
| 3    | Suède          | 0             | 2                 | 0                  | 2     |
| 4    | Pays-Bas       | 0             | 0                 | 3                  | 3     |
| 5    | Pays de Galles | 0             | 0                 | 2                  | 2     |
| 6    | Pologne        | 0             | 0                 | 1                  | 1     |
| 6    | Russie         | 0             | 0                 | 1                  | 1     |